# ヨーク (サウスカロライナ州)
ヨーク（英: York、[ˈjɔːrk]) は、アメリカ合衆国サウスカロライナ州最北部のヨーク郡に位置する都市であり、同郡の郡庁所在地である。2010年国勢調査での人口は7,736 人だった。ノースカロライナ州との州境近くにあり、同州シャーロット市の南西約27マイル (43 km)、ヨーク郡では最大の都市ロックヒル市からは西に13マイル (21 km) に位置している。

## 歴史
1750年代初期、最初のヨーロッパ人開拓者がヨークの地域に入って来た。現在のペンシルベニア州やバージニア州から流れてきた。ペンシルベニアに入っていた主要な3通りの集団の中から、まずイングランド人、続いてドイツ人とスコットランド人の順で移って来た。サウスカロライナ州の郡名になっているランカスター郡、チェスター郡およびヨーク郡はイングランドの地名からペンシルベニアにもたらされたものであり、さらにサウスカロライナの初期開拓者が持ってきた。
それ以前に、ヨークの地域にまず居住していたのはカトーバ族インディアンだった。
ヨークの町は当初、ウィリアムとジョンのファーガス兄弟が所有していた酒場にちなみ、ファーガスズ・クロスロードと呼ばれていた。それはラザフォードトンからカムデンに至る道路と、シャーロッツバーグからジョージア州オーガスタに至る道路が交差する場所にあった。1785年、ヨーク郡が設立されたとき、州議会が各郡の最も便利な場所に郡庁舎と公共の建物を建てるよう要求し、「裁判所、監獄、さらし台、むち打ち柱、ストック（一種のさらし台）を作る」費用を賄うために税を課した。ファーガスズ・クロスロードは新設郡の地理的重心に近く新しい郡庁の所在地に選ばれた。
1785年、郡庁所在地としてヨークビルの町が設立された。アメリカ独立戦争の間におきたキングスマウンテンの戦いと、ウィリアムソンのプランテーションの戦いの2つの戦場の中間にあり、この戦争の間にサウスカロライナでは唯一敗北を経験しなかった郡となった。
1823年、ヨークビルには451人の人々が住んでおり、内訳は白人292人、黒人159人、家屋は80軒、店舗が8軒、酒場が5軒、男子学校と女子学校が1つずつあった。印刷所も1つあった。住民には52人の機械工、弁護士8人、医師2人、牧師1人がいた。
ヨークビルは1841年12月7日に公式に法人化された。W・I・クローソンが初代市長、スタンドホープ・サドラー、F・M・ガルブレイス、T・H・シムリル、B・T・ウィーラーが市政委員だった。人口は約800人だった。その後の20年間、南北戦争が始まる前に、人口は2,000人にまで増加していた。1860年、ウェストリバティ通り、旧郡監獄の下にガス製造所が設置された。ヨークビルはサウスカロライナ州のアップカントリーでは初めてガス灯を付けた町となった。
1853年、ルイス・グリスがその父の新聞を買収し、紙名を「ヨークビル・エンクワイア」と変えた。この新聞は2006年まで毎週発行されていたが、この年に「クロバー・ヘラルド」と合併して週刊紙の「エンクワイア・ヘラルド」となり、ヨーク郡西部を対象として発行されている。
1915年、町の住民投票によって、市名を「ヨーク」に短縮することを承認した。

### 南北戦争前の教育
ヨークビルの初期時代には私立の学校が運営されていた。1854年、ヨークビル女子アカデミーが東ジェファーソン通り沿いに設立された。翌年、若い士官学校卒業生のマイカ・ジェンキンスとアズベリー・カワードが、キングスマウンテン士官学校を設立した。この学校は南北戦争の時に閉校となり、その間にジェンキンスが殺されたが、カワードがヨークビルに戻り、学校を再開した。当初の建物はもう残っていないが、孤児のためのエピスコパル教会子供の家の場所となり、長年ヨークで運営されていた。現在はヨーク・プレースという名前で、情緒障害のある子供治療所となっている。

### 歴史的な建造物
ヨーク市内にあるアメリカ合衆国国家歴史登録財に指定されているものとして、アリソン・プランテーション、ハート邸、ウィルソン邸、ウィザースプーン・ハンター邸、ヨーク郡庁舎、ヨーク歴史地区がある。
1852年、E・A・クレンショー博士がローズ・ホテルを建設し、サウスカロライナ・ローカントリーでは、アップカントリーで最も宮殿のようなホテルだと言われた。今日では改修され、アパートとして全体が改築された。
第一長老派教会は1846年にチャールストン出身の著名建築家ロバート・ウォーカーが設計した。建設が始まったのはその7年後であり、南北戦争後に完成した。当初、聖壇の周り3方に廊下があり、その一部は現在リア・バルコニーとして残っている。内陣には一段上がった説教壇があり、1949年に内陣と聖歌隊席に分離された。この建物はアメリカ合衆国国家歴史登録財に指定された。他にもアメリカン・プレスビテリアンと改革派史跡が指定された。
現在のヨーク郡庁舎は1914年に完成し、1955年に分館が建設されて現在の形となった。4代目の庁舎である。3代目庁舎は1912年に現庁舎を建てるために壊された。この建物はワシントン記念塔やアメリカ合衆国財務省ビル、さらにサウスカロライナ州の多くの郡庁舎を設計した建築家ロバート・ミルズが設計したものだった。郡庁舎としての機能の大半は町の東端に立つモス・ジャスティス・センターで行われている。
1976年、全国的な建国二百周年祝祭の一環として、ヨーク中心街はアメリカ合衆国国家歴史登録財の歴史地区に指定された。広さ340エーカー (1.4 km2) あり、180以上の歴史的建造物やランドマークがあり、州内最大級の歴史地区となっている。

## 地理
ヨーク市は北緯34度59分41秒 西経81度14分22秒 / 北緯34.99472度 西経81.23944度 (34.994673, -81.239420)に位置している。
アメリカ合衆国国勢調査局に拠れば、市域全面積は7.9平方マイル (20 km2)であり、このうち陸地7.9平方マイル (20 km2)、水域は0.1平方マイル (0.26 km2)で水域率は0.88%である。

## 人口動態
以下は2000年国勢調査による人口統計データである。
| 基礎データ - 人口: 6,985 人 - 世帯数: 2,536 世帯 - 家族数: 1,787 家族 - 人口密度: 342.7人/km2（887.6 人/mi2） - 住居数: 2,766 軒 - 住居密度: 135.7軒/km2（351.5 軒/mi2） 人種別人口構成 - 白人: 51.8% - アフリカン・アメリカン: 38.4% - ネイティブ・アメリカン: 0.8% - アジア人: 0.6% - その他の人種: 3.65% - 混血: 2.1% - ヒスパニック・ラテン系: 7.03% 年齢別人口構成 - 18歳未満: 27.9% - 18-24歳: 9.1% - 25-44歳: 28.7% - 45-64歳: 19.6% - 65歳以上: 14.5% - 年齢の中央値: 34歳 - 性比（女性100人あたり男性の人口） - 総人口: 86.0 - 18歳以上: 79.8 | 世帯と家族（対世帯数） - 18歳未満の子供がいる: 33.5% - 結婚・同居している夫婦: 39.9% - 未婚・離婚・死別女性が世帯主: 25.2% - 非家族世帯: 29.5% - 単身世帯: 25.3% - 65歳以上の老人1人暮らし: 11.2% - 平均構成人数 - 世帯: 2.65人 - 家族: 3.13人 収入と家計 - 収入の中央値 - 世帯: 30,564米ドル - 家族: 34,253米ドル - 性別 - 男性: 31,646米ドル - 女性: 20,290米ドル - 人口1人あたり収入: 14,218米ドル - 貧困線以下 - 対人口: 30.6% - 対家族数: 17.2% - 18歳未満: 23.6% - 65歳以上: 13.5% |